# مقاطعة شيرمان (تكساس)
مقاطعة شيرمان (بالإنجليزية: Sherman  County)‏ هي إحدى المقاطعات في ولاية تكساس، الولايات المتحدة الأمريكية.